# Джексон, Джон (стрелок)
Джон Э.Джексон (англ. John E. Jackson, 14 февраля 1885 — 17 июня 1971) — американский стрелок, олимпийский чемпион.
Джон Джексон родился в 1885 году в Линкольне, округ Логан штат Иллинойс. Летом 1912 года на Олимпийских играх в Стокгольме Джон Джексон стал чемпионом в командном первенстве по стрельбе из армейской винтовки, и завоевал бронзовую медаль в стрельбе из армейской винтовки с на дистанции 600 м.